# Liste des monuments historiques du Jura
Le massif du Jura est présent sur trois pays : l'Allemagne, la France et la Suisse. Dans chacun de ces pays on trouve des monuments classés.

## France
- Liste des monuments historiques de l'Ain
- Liste des monuments historiques du Doubs
- Liste des monuments historiques du Jura
- Liste des monuments historiques du Haut-Rhin
- Liste des monuments historiques de la Haute-Savoie
- Liste des monuments historiques de la Savoie
- Liste des monuments historiques du Territoire de Belfort

## Suisse
En Suisse, on parle de biens culturels d'importance nationale :
- Liste des biens culturels d'importance nationale dans le canton d'Argovie
- Liste des biens culturels d'importance nationale dans le canton de Bâle-Campagne
- Liste des biens culturels d'importance nationale dans le canton de Berne
- Liste des biens culturels d'importance nationale dans le canton de Genève
- Liste des biens culturels d'importance nationale dans le canton du Jura
- Liste des biens culturels d'importance nationale dans le canton de Neuchâtel
- Liste des biens culturels d'importance nationale dans le canton de Neuchâtel
- Liste des biens culturels d'importance nationale dans le canton de Soleure